# Pribidoli
Pribidoli su naselje u općini Srebrenica, Republika Srpska, BiH.

## Stanovništvo
Nacionalni sastav stanovništva 1991. godine, bio je sljedeći:
ukupno: 479
- Bošnjaci - 421
- Srbi - 58